# 秋山万可斎
秋山 万可斎（あきやま まんかさい）は、戦国時代から安土桃山時代にかけての武将。甲斐武田氏の家臣。万可斎は斎号。

## 略歴
『甲乱記』によれば、万可斎は尾張国の浪人で、もとは小牧新兵衛を名乗っていたという。武田家に仕官すると秋山姓を与えられ、武田勝頼生母・諏訪御料人の侍女を室とする。
初出は永禄7年（1564年）6月13日付の武田信玄書状（「尊経閣文庫所蔵武家手鑑）で、美濃国の国人である遠山氏への使者を務めている。元亀元年（1570年）、武田信玄と尾張の織田信長が美濃国神箆で衝突した際には、防衛に寄与した遠山右京亮の許へ派遣されている。遠山氏麾下の国衆・小里氏が武田氏から離反した際には遠山景任・直廉兄弟の許へ派遣され、遠山民部入道の帰属に関する交渉の際にも派遣されている。
こうした動向から万可斎は尾張出身者の経歴を活かし、遠山氏との連絡役を任されたと考えられている。また、万可斎の室が勝頼生母の侍女であるほか、遠山直廉の娘は勝頼正室となっており、勝頼の時代にも重用された。子・昌成も跡部勝資・長坂光堅と共に勝頼の有力側近となる。
『信長公記』『甲乱記』によれば、天正10年（1582年）3月の織田信長・徳川家康連合軍の武田領侵攻に際しては、郡内領主の小山田信茂と共に勝頼から離反したという。小山田信茂は織田氏に出仕するが処刑されており、万可斎も捕縛され昌成と共に古府中で処刑されている。孫にあたる昌成の子・内記も信濃国高遠で処刑されている。